# George Woltman

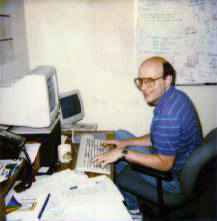

George Woltman (* 10. November 1957) ist der Gründer (1996) der großen Internet Mersenne-Primzahl Suche (GIMPS), eines Projekts für verteiltes Rechnen zur Suche nach Mersenne-Primzahlen mit Hilfe seiner Software Prime95 bzw. MPrime.
Er machte am Massachusetts Institute of Technology (MIT) 1978 seinen Master-Abschluss in Informatik. Danach arbeitete er bis 1981 bei Data General an Betriebssystemen und bis 1986 an der Entwicklung der Programmiersprache ALLY für eine kleine Softwarefirma in Cary in North Carolina. 1986 war er Mitgründer von Q+E Software, die Datenbank-Tools für Microsoft Windows entwickelten. Seit 1994 lebt er in Orlando, Florida, wo er für Just for Fun Software arbeitet.
Seine für das GIMPS Projekt erstellten, mathematischen Bibliotheken bieten die schnellsten bekannten Algorithmen für die Multiplikation von großen Zahlen und werden auch von anderen Programmen für verteiltes Rechnen verwendet.